# 2017 في تونس
تحتوي هذه المقالة على أهم الأحداث التي شهدتها تونس في 2017، إضافة إلى أهم الشخصيات التونسية المولودة والمتوفية في هذه السنة.

## الحكم
- رئيس الجمهورية التونسية: الباجي قائد السبسي (منذ 31 ديسمبر 2014).
- رئيس الحكومة التونسية: يوسف الشاهد (منذ 27 أغسطس 2016).
- رئيس مجلس نواب الشعب: محمد الناصر (منذ 4 ديسمبر 2014).
- الحكومة: حكومة يوسف الشاهد.
- مجلس نواب الشعب: المدة النيابية الأولى.

## الأحداث

### يناير
- 6 يناير: الشاعر البحريني قاسم حداد يفوز بجائزة أبو القاسم الشابي للإبداع الأدبي عن ديوانه «أيها الفحم يا سيدي».[1]
- 31 يناير: مجلس نواب الشعب يصادق على مشروع تعديل قانون الانتخابات والذي سمح لأول مرة في تاريخ تونس للأمنيين والعسكريين بالتصويت في الانتخابات البلدية.[2]

### فبراير
- 20 فبراير: كل من وزراء خارجية تونس والجزائر ومصر يصدرون إعلان تونس الذي يؤكد على الحل السياسي والمصالحة الشاملة في ليبيا ويرفض أي تدخل عسكري خارجي فيها.[3]
- 25 فبراير: رئيس الحكومة التونسية يوسف الشاهد يجري تعديل وزاري جزئي على حكومته.[4]

### مارس
- 10 مارس: وزارة الداخلية التونسية تعلن عن ضبطها لمخطوطة توراة نادرة إثر إحباط عملية تهريبها للخارج.[5]
- 12 مارس: حصول تبادل إطلاق نار قرب مدينة قبلي أسفرت عن مقتل شرطي واحد ومسلحين إثنين وجرح ثلاثة أمنيين آخرين.[6]
- 24 مارس - 2 أبريل: انطلاق الدورة 33 من معرض تونس الدولي للكتاب.[7]

### أبريل
- 8 - 15 أبريل: الدورة 4 من أيام قرطاج الموسيقية.[8]
- 22 أبريل: رواية جهاد ناعم للكاتب محمد عيسى المؤدب تفوز بالكومار الذهبي للرواية العربية في إطار حفل الجوائز الأدبية الكومار الذهبي.[9]
- 30 أبريل: قوات الأمن تقتل مسلحين إثنين وتعتقل أربعة آخرين بعد اشتباكات معهم في مدينة سيدي بوزيد.[10]
- 30 أبريل: رئيس الحكومة يوسف الشاهد يقيل كل من وزير التربية ناجي جلول ووزيرة المالية لمياء الزريبي، وكلف كل من وزير التعليم العالي والبحث العلمي سليم خلبوس ووزير التنمية والاستثمار والتعاون الدولي فاضل عبد الكافي بالإشراف على الوزارتين بالنيابة.[11]

### مايو
- 9 مايو: رئيس الهيئة العليا المستقلة للانتخابات شفيق صرصار يعلن استقالته رفقة نائبه مراد بن مولى والعضوة لمياء الزرقوني بسبب خلافات داخل الهيئة.[12]
- 10 مايو: الرئيس الباجي قائد السبسي يلقي بخطاب في إطار اعتصام الكامور، من أهم ما ورد فيه هو طلبه من الجيش الوطني التونسي حماية المؤسسات الإنتاجية في حقول النفط والغاز.[13][14]
- 19 مايو: هيئة الحقيقة والكرامة تعقد جلسة الاستماع العلنية العاشرة، وعرضت فيها اعترافات لعماد الطرابلسي ابن أخ ليلى الطرابلسي.[15]
- 22 مايو: وفاة متظاهر صدمته سيارة أمن في احتجاجات اعتصام الكامور.[16]
- 24 مايو: الحكومة تطلق حملة اعتقالات في إطار الحرب على الفساد شملت رجل الأعمال شفيق الجراية والمرشح الرئاسي السابق ياسين الشنوفي ورجال أعمال آخرين، ورئيس الحكومة يوسف الشاهد يصرح: «يا (إما) الفساد يا الدولة، يا الفساد يا تونس».[17][18][19]

### يونيو
- 3 يونيو: قتل راعي أغنام من قبل مجموعة إرهابية في جبل الشعانبي. يذكر أن أخاه قد قتل قبل عام ونصف في نفس المكان وبنفس الطريقة.[20]
- 18 يونيو: النادي الإفريقي يفوز بكأس تونس لكرة القدم أمام الاتحاد الرياضي ببن ڨردان.[21]
- 20 يونيو: انتخاب تونس لتصبح عضو بلجنة الأمم المتحدة المعنية بحالات الاختفاء القسري.[22]
- 28 يونيو: القطب القضائي المالي يأمر بتجميد أموال وأصول وعقارات سليم الرياحي رئيس حزب الاتحاد الوطني الحر، وذلك في إطار الحرب على الفساد  التي أطلقتها الحكومة.[23]

### يوليو
- 18 يوليو: تونس تحرز المركز الثاني في البطولة العربية لألعاب القوى 2017 ب34 ميدالية (9 ذهبية، 13 فضية، 12 برونزية).[24]
- 20 يوليو: مجلس نواب الشعب يتنخب أعضاء هيئة النفاذ إلى المعلومة.[25]
- 26 يوليو: مجلس نواب الشعب يصادق على قانون مكافحة العنف ضد المرأة.[26]
- يوليو - أغسطس: الدورة 53 من المهرجان الدولي بالحمامات.
- يوليو - أغسطس: الدورة 53 من مهرجان قرطاج الدولي.
- يوليو - أغسطس: الدورة 31 من المهرجان الدولي للموسيقى السمفونية بالجم.

### أغسطس
- 1 أغسطس: توسع رقعة موجة الحرائق التي تضرب غرب البلاد والتي بدأت منذ أواخر شهر يوليو.[27]
- 13 أغسطس: الرئيس الباجي قائد السبسي يدعو في خطاب له بمناسبة العيد الوطني للمرأة إلى إصدار نسخة متطورة من مجلة الأحوال الشخصية تحت اسم مجلة الحريات الفردية والمساواة التامة بين الرجل والمرأة، وكذلك إلغاء المرسوم عدد 73 الذي يمنع للتونسية الزواج من غير المسلم، الشيء الذي أطلق جدلا واسعا على المستوى الوطني والدولي.[28]
- 19 أغسطس: رئيس الحكومة يوسف الشاهد يقبل استقالة وزير الاستثمار والتعاون الدولي ووزير المالية بالإنابة فاضل عبد الكافي بسبب قضية تضارب مصالح لهذا الأخير.[29]

### سبتمبر
- 6 سبتمبر: رئيس الحكومة يوسف الشاهد يعلن عن تحوير وزاري واسع على حكومته شمل 13 وزيرا و7 كتاب دولة.[30]
- 13 سبتمبر: مجلس نواب الشعب يصادق على قانون المصالحة الاقتصادية في المجال الإداري الذي قدمته رئاسة الجمهورية، وسط بعض الاحتجاجات من المعارضة.[31]
- 16 سبتمبر: منتخب تونس لكرة السلة يفوز ببطولة أمم أفريقيا لكرة السلة 2017 للمرة الثانية في تاريخه والمنظمة بالتشارك بين تونس والسنغال.[32]
- 19 سبتمبر: الهيئة العليا المستقلة للانتخابات تعلن عن تأجيل الانتخابات البلدية التي كان من المقرر تنظيمها في 17 ديسمبر المقبل وذلك إلى 25 مارس 2018.[33]

### أكتوبر
- 5 أكتوبر: وفاة 6 أشخاص إثر انهيار عمارة سكنية في مدينة سوسة.[34]
- 5 أكتوبر: انطلاق مؤتمر لقاءات أفريقيا الاقتصادي في تونس العاصمة بحضور حوالي 450 رجل أعمال ومسؤول إفريقي وفرنسي ورئيس الحكومة التونسية يوسف الشاهد والوزير الأول البوركيني بول كابا ثييبا والوزير الأول الفرنسي إدوار فيليب.[35]
- 8 أكتوبر: وفاة وزير الصحة سليم شاكر إثر نوبة قلبية بعد مشاركته في ماراثون لمكافحة سرطان الثدي.[36]
- 8 أكتوبر: وفاة 8 مهاجرين تونسيين غير شرعيين غرقا إثر اصطدام قاربهم بسفينة عسكرية تابعة للجيش الوطني التونسي.[37]
- 28 أكتوبر - 5 نوفمبر: الدورة 28 من أيام قرطاج السينمائية.
- 29 أكتوبر: منتخب تونس للكرة الطائرة يفوز ببطولة أفريقيا للكرة الطائرة للرجال 2017 محرزا لقبه التاسع.[38]

### نوفمبر
- 1 نوفمبر: حادثة طعن بسكين لشرطيين إثنين أمام مقر مجلس نواب الشعب، توفي أحدهما متأثرا بجروحه يوم 2 نوفمبر. قبض على الجاني فور ارتكاب العملية.[39]
- 11 نوفمبر: المنتخب التونسي يتأهل إلى كأس العالم لكرة القدم 2018.[40]
- 14 نوفمبر: مجلس نواب الشعب ينتخب محمد التليلي المنصري كرئيس جدد للهيئة العليا المستقلة للانتخابات.[41]
- 18 نوفمبر - 26 نوفمبر: الدورة 19 من أيام قرطاج المسرحية.

### ديسمبر
- 5 ديسمبر: الاتحاد الأوروبي يصنف تونس ضمن القائمة السوداء للملاذات الضريبية رفقة 16 دولة أخرى.[42]
- 20 ديسمبر : افتتاح إذاعة شمس المعنية بحقوق الأقليات الجنسية في البلاد.
- 24 ديسمبر: أزمة مع الإمارات: تونس تقرر منع طيران الإمارات من الهبوط بأراضيها إثر منع هذه الأخيرة لتونسيات من ركوب طائراتها.[43][44]
- 28 - 30 ديسمبر: الدورة 50 من المهرجان الدولي للصحراء بدوز.

## الرياضة في تونس
- الدوري التونسي لكرة القدم 2016-2017
- الدوري التونسي لكرة القدم 2017-2018
- كأس تونس للكرة الطائرة للرجال 2016-2017
- كأس تونس للكرة الطائرة للرجال 2017-2018
- كأس تونس لكرة السلة للرجال 2016-2017
- كأس تونس لكرة السلة للرجال 2017-2018
- كأس تونس لكرة اليد للرجال 2016-2017
- كأس تونس لكرة اليد للرجال 2017-2018
- بطولة تونس لألعاب القوى 2017
- بطولة تونس لكرة السلة للرجال 2016-2017
- بطولة تونس لكرة السلة للرجال 2017-2018
- الرابطة التونسية المحترفة الثانية لكرة القدم 2016-2017
- الرابطة التونسية المحترفة الثانية لكرة القدم 2017-2018
- الدوري التونسي لكرة اليد 2016-2017
- الدوري التونسي لكرة اليد 2017-2018
- بطولة تونس للجودو 2017
- بطولة تونس للسباحة 2017
- بطولة تونس لكرة الطاولة 2017
- بطولة تونس للكرة الطائرة للرجال 2016-2017
- بطولة تونس للكرة الطائرة للرجال 2017-2018
- كأس تونس لكرة القدم 2016-2017
- كأس تونس لكرة القدم 2017-2018

## وفيات
- 21 يناير: حمودة بن حليمة، مخرج سينمائي.
- 31 يناير: عبد العزيز الأصرم، سياسي وشخصية كرة قدم.
- 19 فبراير: محجوب الهمامي، صحفي رياضي.
- 9 مارس: خديجة بن عرفة، ممثلة.
- 2 أبريل: عبدالله الحجري، لاعب كرة قدم.
- 4 أبريل: رجاء بن عمار، مخرجة مسرحية.
- 16 أبريل: الحبيب ياقوتة، لاعب كرة اليد.
- 24 أبريل: توفيق بكار، ناقد أدبي.
- 28 أبريل: محمد العكاري، ممثل.
- 1 مايو: محمد الطالبي، أستاذ جامعي وعالم إسلامي.
- 10 مايو: منصف القايد، لاعب كرة قدم.
- 31 مايو: محمد الفاضل خليل، سياسي.
- 10 يونيو: أبو خطاب التونسي، جهادي وقائد في تنظيم الدولة الإسلامية (داعش).
- 20 يوليو: محمد سعيد الكاتب، جنرال ودبلوماسي.
- 30 يوليو: سليم محفوظ، ممثل.
- 9 أغسطس: رمضان شطا، ممثل ومسرحي.
- 31 أغسطس: محمد الباردي أكاديمي وروائي وناقد تونسي.
- 22 سبتمبر: الطاهر هميلة، سياسي ونائب مؤسس.
- 3 أكتوبر: حسين قهواجي، شاعر وأديب.
- 8 أكتوبر: سليم شاكر، سياسي ووزير.
- 9 أكتوبر: حسن ببو، عضو لجنة الحكماء في نادي الترجي الرياضي التونسي.
- 14 أكتوبر: الأزهر بوعوني، سياسي ووزير.
- 17 أكتوبر: الهادي الزغلامي، ممثل مسرحي.
- 20 أكتوبر: مصطفى التليلي، روائي وصحفي.
- 9 نوفمبر: جلال بن عبد الله، رسام.
- 14 نوفمبر: نورة البورصالي، ناشطة حقوقية.
- 18 نوفمبر: عز الدين علية، مصمم أزياء عالمي.
- 19 نوفمبر: عواطف اللومي الغول، سيدة أعمال.
- 20 نوفمبر: إسماعيل خليل، سياسي ووزير.
- 27 ديسمبر: إنتظار الضيفي، لاعبة كرة قدم دولية.
- 30 ديسمبر: عمار الخليفي، مخرج سينمائي.

## مقالات ذات صلة
- 2017 في أوروبا
- 2017 في أفريقيا
- 2017 في أمريكا
- 2017 في آسيا
- 2017 في أوقيانوسيا.